# Mariam Fakhr Eddine
Mariam Fakhr Eddine (Fayún, 8 de enero de 1933-El Cairo, 3 de noviembre de 2014) fue una actriz egipcia. 
Fue considerada un ícono de belleza. Actuó más de doscientas películas entre las que se destacan Devuélveme el corazón (Rudda kalbi) en 1958, Nour el lail en 1959 y Souq al-harim en 1970.

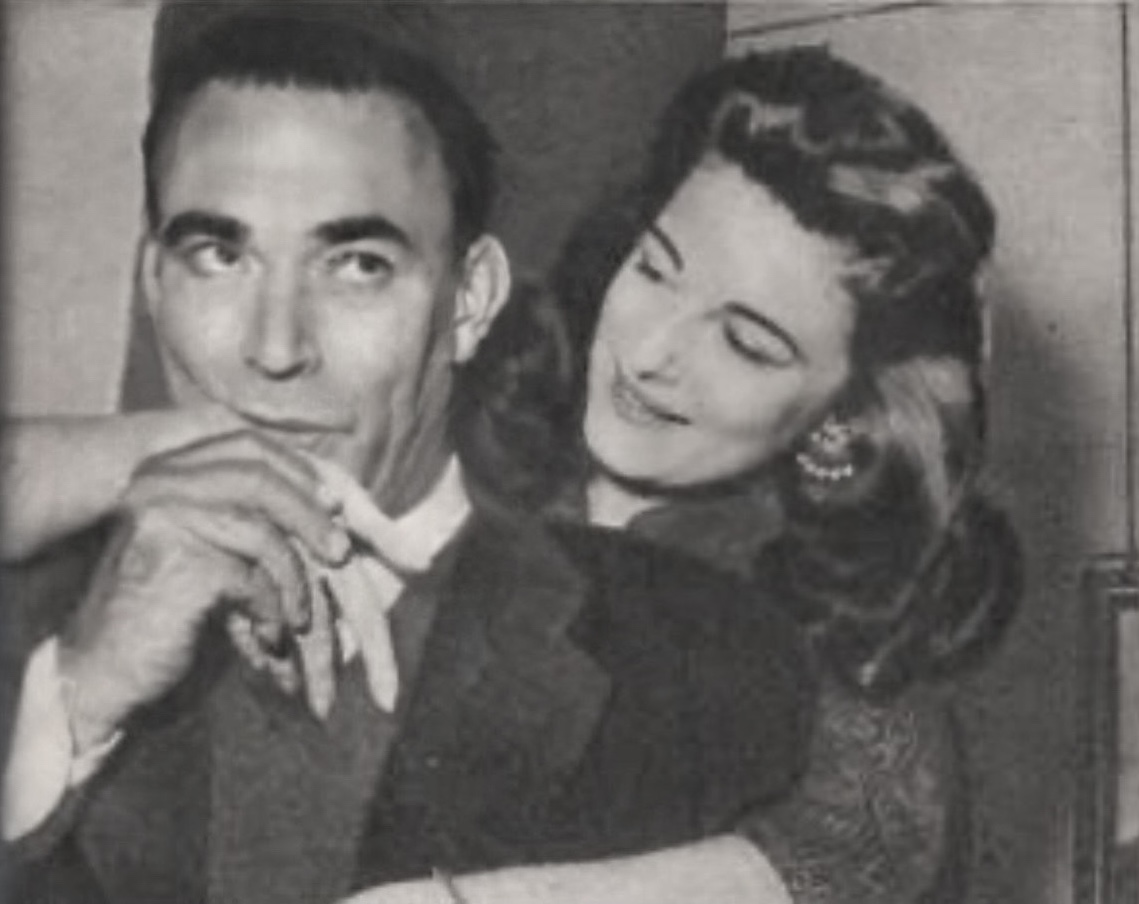
Mariam Fakhr Eddine con su marido Mahmoud Zulfikar en 1960

Contrajo matrimonio tres veces con Mohamed Al-Taweel (1961–1965), Mahmoud Zulfikar (1952–1960) y Fahd Ballan. Fue madre de dos hijos Ahmed Mohamed Al-Taweel, Eman Mahmoud Zulfikar.